# Conte di Mount Edgcumbe

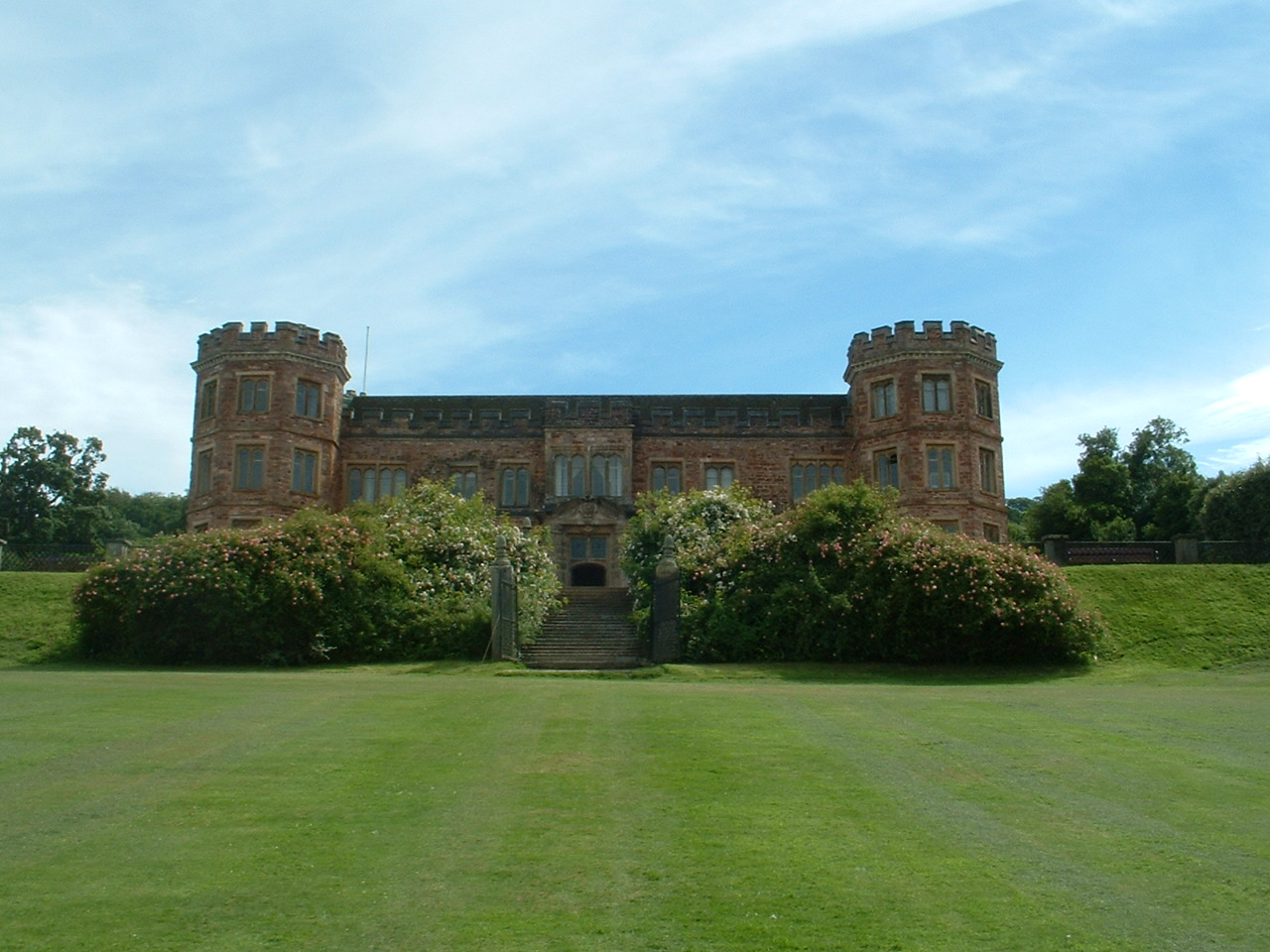
Mount Edgcumbe House

Conte di Mount Edgcumbe è un titolo nel Pari della Gran Bretagna. È stato creato nel 1789 per George Edgcumbe, III barone di Edgcumbe. La famiglia Edgcumbe discende da Sir Piers Edgcumbe di Cotehele in Cornovaglia, che ha acquisito Mount Edgcumbe, tenuta vicino a Plymouth, per matrimonio nei primi anni del XVI secolo. Il suo discendente Richard Edgcumbe è stato un politico di primo piano e fu Cancelliere del Ducato di Lancaster. Nel 1742 fu creato barone Edgcumbe, nel Pari della Gran Bretagna. Gli succedette il figlio maggiore, il secondo barone, che rappresentò Plympton Erle, Lostwithiel e Penrhyn nella Camera dei Comuni e fu luogotenente di Cornovaglia. Alla sua morte il titolo passò a suo fratello minore, il terzo barone, un ammiraglio e Treasurer of the Household. Nel 1781 fu creato visconte di Mount Edgcumbe e Valletort e nel 1789 è stato ulteriormente onorato quando fu creato conte di Mount Edgcumbe.
Gli succedette il figlio, il secondo conte. Si sedette come membro del Parlamento per Lostwithiel e Fowey e fu luogotenente di Cornovaglia. Alla sua morte i titoli passarono al suo secondo figlio, il terzo conte. Rappresentò Lostwithiel e Fowey nella Camera dei Comuni. Suo figlio, il quarto conte, era un politico conservatore e fu Lord Ciambellano e, come Lord Steward della famiglia. Alla sua morte i titoli passarono a suo figlio, il quinto conte, che ricoprì la carica onoraria di vice Lord Guardiano dei Stannaries (1913-1944). Alla sua morte gli succedette il cugino di secondo grado, il sesto conte. Gli succedette suo cugino di primo grado, il settimo conte. A partire dal 2010 i titoli sono detenuti da suo nipote, l'ottavo conte, succedutogli nel 1982.
La residenza ancestrale della famiglia Edgcumbe è Mount Edgcumbe House, vicino a Plymouth. L'attuale sede della famiglia è Empacombe House, vicino a Plymouth.

## Baroni Edgcumbe (1742)
- Richard Edgcumbe, I barone di Edgcumbe (1680-1758)
- Richard Edgcumbe, II barone di Edgcumbe (1716-1761)
- George Edgcumbe, III barone di Edgcumbe (1720-1795) (creato visconte di Mount Edgcumbe nel 1781, poi conte di Mount Edgcumbe nel 1789)

## Conte di Mount Edgcumbe (1789)
- George Edgcumbe, I conte di Mount Edgcumbe (1720-1795)
- Richard Edgcumbe, II conte di Mount Edgcumbe (1764-1839)
- Ernest Edgcumbe, III conte di Mount Edgcumbe (1797-1861)
- William Edgcumbe, IV conte di Mount Edgcumbe (1832-1917)
- Piers Edgcumbe, V conte di Mount Edgcumbe (1865-1944)
- Kenelm Edgcumbe, VI conte di Mount Edgcumbe (1873-1965)
- Edward Edgcumbe, VII conte di Mount Edgcumbe (1903-1982)
- Robert Edgcumbe, VIII conte di Mount Edgcumbe (1939)

L'erede è il fratellastro dell'attuale conte, Piers Valletort Edgcumbe (1946).